# Osmosis
Osmosis é uma série de televisão de ficção científica francesa criada por Andrey Fouché. Protagonizada por Hugo Becker, Agathe Bonitzer, Stéphane Pitti, Gaël Kamilindi, Suzanne Rault-Balet, Luna Silva, Manoel Dupont e Yuming Hey, foi lançada em 29 de março de 2019, na Netflix. 

## Sinopse
Ambientada num futuro próximo de Paris, o drama de ficção científica expõe um novo aplicativo de relacionamentos, "Osmosis", desenvolvido para decodificar o amor verdadeiro, por intermédio de um aprofundamento nos dados cerebrais dos usuários a fim de encontrar uma combinação perfeita com total precisão. No entanto, há um preço a pagar quando se deixa um algoritmo decidir a quem você vai adorar, usando a tecnologia que possa acessar os locais  mais profundos da mente e dos segredos mais bem guardados.

## Elenco

### Principal
- Hugo Becker como Paul Vanhove
- Agathe Bonitzer como Esther Vanhove
- Stéphane Pitti como Luccomo Apert
- Gaël Kamilindi como Gabriel
- Suzanne Rault-Balet como Swann
- Luna Silva como Ana Stern
- Manoel Dupont como Niels Larsen
- Yuming Hey como Billie Tual

### Recorrente
- Vincent Renaudet como Martin
- Lena Laprès como Claire Salomon
- Philypa Phoenix como Joséphine Vanhove
- Lionel Lingelser como Léopold Goulard
- Fabien Ducommun como Antoine Fouché
- Waly Dia como Simon
- Aurélia Petit como Louise Vanhove
- Christiane Conil como Cécile Larsen
- Laure-Lucile Simon como Eloan Spivack
- Dimitri Storoge como Mathieu Christo
- Pierre Hancisse como Samuel Kahn
- Sarah-Jane Sauvegrain como Romy
- Camille-François Nicol como Tom
- Jeremy Lewin como Romeo
- Jimmy Labeeu como Ilyes

## Produção
Em 11 de março de 2017, foi anunciado que a Netflix havia projetado uma série com uma primeira temporada consistindo em oito episódios; a série, portanto, veio a ser criada por Andrey Fouché, que também é creditado como produtor executivo. Osmosis é baseada na ideia de um antigo projeto de mesmo título criado por Louis Chiche, William Chiche e Gabriel Chiche, produzida pela Telfrance e Arte no ano de 2015. Em fevereiro de 2019, foi anunciado que a série seria lançada em 29 de março de 2019. Na primeira temporada, foram gastos € 8 milhões, tendo cada episódio custado € 1 milhão. Em 1 de abril de 2019, foi anunciada a saída de Andrey Fouché da série após a primeira temporada.
Em agosto de 2018, confirmou-se que Hugo Becker, Agathe Bonitzer, Stephane Pitti, Gael Kamilindi e Suzanne Rault-Balet fariam parte do elenco. Em fevereiro de 2019, Luna SIlva, Manoel Dupont e Yuming Hey adentraram o elenco. As filmagens, portanto, foram iniciadas em junho de 2018.

## Episódios
| Número | Título       | Diretor       | Escritor                                 | Estreia             |
| ------ | ------------ | ------------- | ---------------------------------------- | ------------------- |
| 1      | "The Test"   | Julius Berg   | Anne Rambach e Marine Rambach            | 29 de março de 2019 |
| 2      | "Soulmate"   | Julius Berg   | Anne Rambach e Marine Rambach            | 29 de março de 2019 |
| 3      | "Troubles"   | Pierre Aknine | Anne Rambach e Marine Rambach            | 29 de março de 2019 |
| 4      | "Crisis"     | Pierre Aknine | Anne Rambach e Marine Rambach            | 29 de março de 2019 |
| 5      | "Betrayal"   | Mona Achache  | Olivier Fox                              | 29 de março de 2019 |
| 6      | "Separation" | Mona Achache  | Éric Forestier                           | 29 de março de 2019 |
| 7      | "Redemption" | Pierre Aknine | Anne badel e Aurélie Belko               | 29 de março de 2019 |
| 8      | "Rebirth"    | Pierre Aknine | Anne Badel, Éric Forestier e Olivier Fox | 29 de março de 2019 |

## Recepção da crítica
Osmosis recebeu aclamação da crítica especializada e do público. Noah Berlatsky, do portal The Verge, escreveu: "A nova série da Netflix, Osmosis, parece uma versão falsa de Black Mirror. [...] Paul (Hugo Becker) e Esther (Agathe Bonitzer) formam a equipe por trás de uma nova tecnologia chamada "Osmosis", responsável por inserir nanorrobôs no cérebro dos indivíduos. Os robôs leem pensamentos e emoções, cruzam informações das mídias sociais e agem de modo a encontrar a alma gêmea da pessoa. [...] Mesmo que Osmosis não tenha uma tecnologia de destaque, aponta para uma ficção científica alternativa esperançosa."